# Joseph R. Underwood

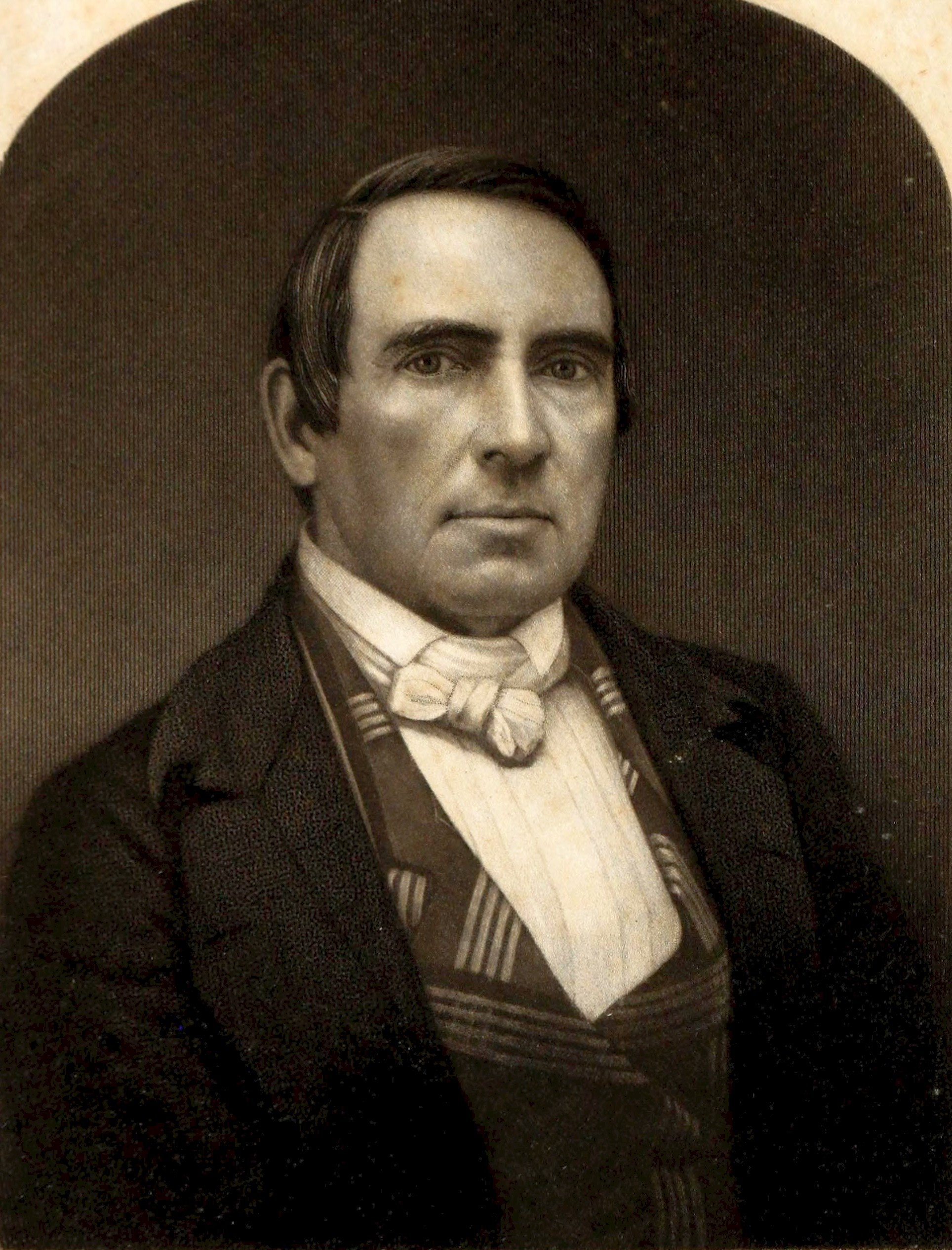
Joseph R. Underwood

Joseph Rogers Underwood (* 24. Oktober 1791 im Goochland County, Virginia; † 23. August 1876 im Warren County, Kentucky) war ein US-amerikanischer Politiker (Whig Party), der den Bundesstaat Kentucky in beiden Kammern des Kongresses vertrat.

## Frühe Jahre
Im Jahr 1803 zog Joseph Underwood ins Barren County in Kentucky, wo er bei seinem Onkel lebte. Er besuchte die öffentlichen Schulen und graduierte 1811 am Transylvania College in Lexington. Sein begonnenes Studium der Rechtswissenschaften wurde durch den Britisch-Amerikanischen Krieg unterbrochen, in dem er als Lieutenant des 13. Infanterieregiments aus Kentucky diente. 1813 wurde er dann in die Anwaltskammer aufgenommen und begann in Glasgow zu praktizieren.

## Öffentliche Ämter
Bis 1823 war er in den Leitungsgremien der Stadt und des Barren County tätig. Zudem gehörte er von 1816 bis 1819 dem Repräsentantenhaus von Kentucky an. Nach seinem Umzug nach Bowling Green war er von 1825 bis 1826 erneut Mitglied dieser Parlamentskammer. 1828 kandidierte Underwood erfolglos für den Posten des Vizegouverneurs; im selben Jahr wurde er Richter am Appellationsgericht, was er bis 1835 blieb.
Am 4. März 1835 zog Joseph Underwood für die Whigs ins US-Repräsentantenhaus ein, wo er bis zum 3. März 1843 den 3. Wahldistrikt von Kentucky vertrat. In diesem Jahr verzichtete er auf eine erneute Kandidatur, um wieder als Anwalt zu arbeiten. 1844 gehörte er dem Electoral College an, das allerdings nicht den Whig-Kandidaten Henry Clay, sondern den Demokraten James K. Polk zum US-Präsidenten wählte. 1846 saß er erneut im Repräsentantenhaus seines Staates und war auch dessen Speaker.
Ebenfalls im Jahr 1846 erfolgte die Wahl in den US-Senat, dem er vom 4. März 1847 bis zum 3. März 1853 angehörte; um eine Wiederwahl bewarb er sich nicht. Stattdessen war er von 1861 bis 1863 ein weiteres Mal Abgeordneter in Kentucky. Underwood verstarb 1876 bei Bowling Green.

## Familie
Joseph Underwoods Bruder Warner war ebenfalls politisch aktiv und gehörte von 1855 bis 1859 als Abgeordneter der American Party dem US-Repräsentantenhaus an. Sein ältester Sohn John war von 1875 bis 1879 Vizegouverneur von Kentucky, sein Enkel Oscar Underwood von 1915 bis 1927 demokratischer US-Senator für Alabama.